# Wilhelm Reich
Wilhelm Reich (24. března 1897 – 3. listopadu 1957) byl rakousko-americký psychiatr a psychoanalytik židovského původu, pokoušející se o syntézu poznatků z biologie a sociologie při léčbě duševních onemocnění. Jeho rané práce o svalovém napětí jako duševním obranném mechanismu přispěly ke vzniku většiny psychoterapií zaměřených na práci s tělem jak Gestalt psychologie Fritze Perlse, nebo Bioenergetiky Reichova žáka Alexandra Lowena  nebo Biosyntézy (psychoterapie) Davida Boadelly.

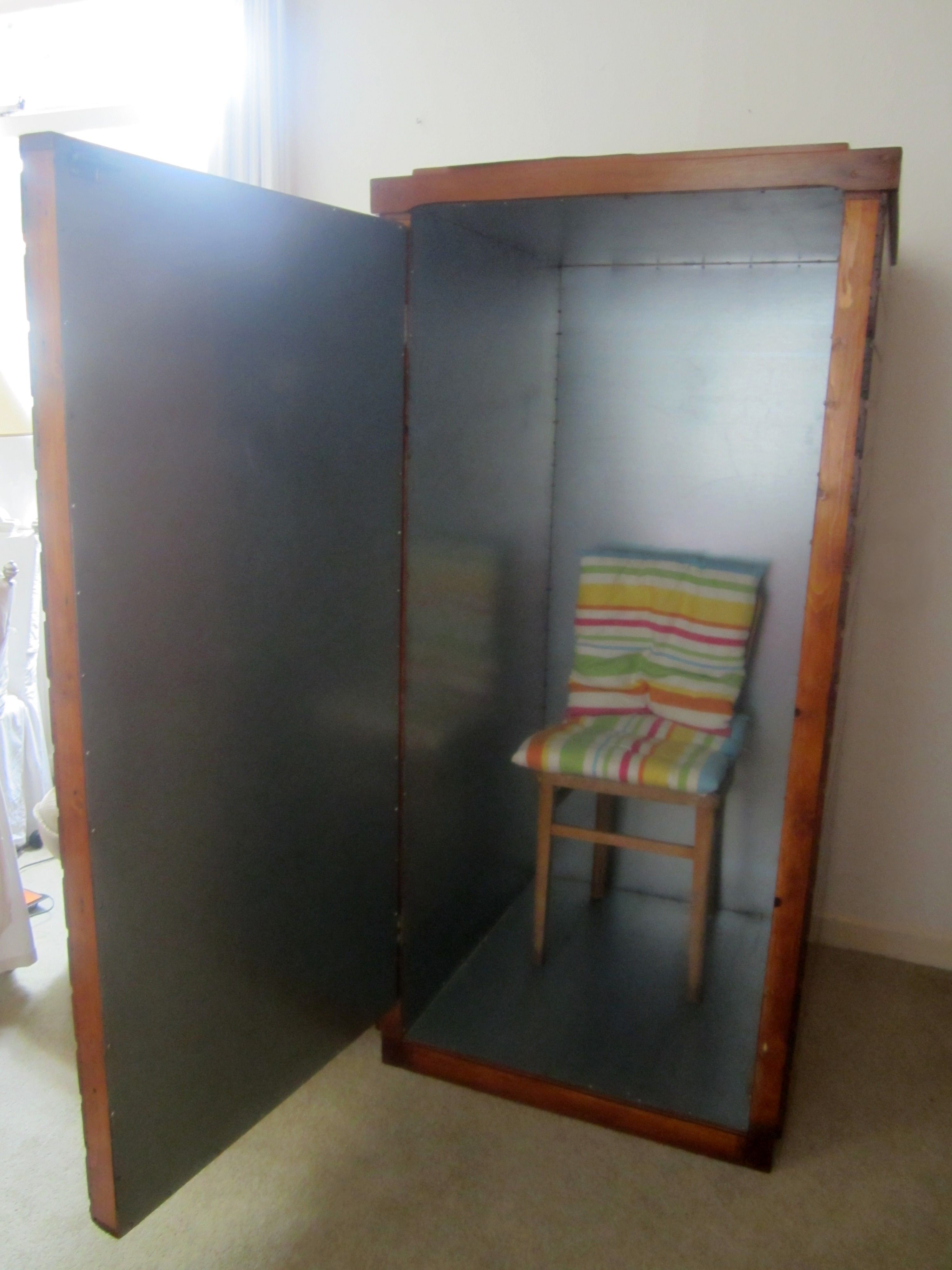
Akumulátor orgonové energie

## Život a dílo
Po absolvování interní medicíny na lékařské fakultě ve Vídni v roce 1922 pokračoval ve studiu neurologie u profesora Julia Wagnera von Jauregga, prvního psychiatra, který získal Nobelovu cenu. Reich se během studií seznámil Freudem a přijal jeho koncept libida. Rozšířil ho však o sociologickou dimenzi. Inspirován marxismem poukazoval na socio-ekonomické příčiny vzniku neurózy svých pacientů. Byl žákem Sigmunda Freuda. Vytvořil teorii tzv. sexuální ekonomie, kterou se pokoušel vysvětlit negativní vliv rigidní výchovy a tabuizace sexuality na vznik psychosomatických onemocnění v dospívání. Jeho stěžejní prací z této doby je Funkce orgasmu (1927) , kterou později rozšířil. Za své názory byl vyloučen z Vídeňské psychoanalytické společnosti a přestěhoval se do Berlína. Reich do psychoanalýzy začlenil aktivní práci s dechem a překonáváním tělesných postojů pacienta, pomocí kterých se pokouší člověk vyrovnávat s neúspěchy, ztrátami a ohrožením v průběhu svého života. Tuto svou metodu nazval charakter-analýzou a vedle popisu jednotlivých neuróz se pokoušel analyzovat i duševní onemocnění celých skupin lidi jako v případě německého nacismu ve svém díle The Mass Psychology of Fascism (1933), za nějž byl pronásledován nejen nacistickým tiskem, ale i komunisty. Jeho knihy byly páleny v Německu na hranici.
Jako Žid uprchl v roce 1933 z Německa po nástupu Adolfa Hitlera do Skandinávie.
Tam se začal orientovat na molekulární výzkum a při jednom ze svých pokusů v laboratoři s žíháním mořského písku vytvořil i teorii orgonu. Dospěl k přesvědčení, že orgon má kosmický původ a nevzniká v těle, ale člověk je jeho přijímačem. Jeho filosofický pohled na svět byl ovlivněn nejen biofyzikálními výsledky svých experimentů, ale i východní filosofií, především teorii čaker a kundaliní.
V srpnu 1939 přesídlil do New Yorku v USA. Sestrojil orgonovou komoru na principu modifikované Faradayovy klece, jejíž plášť tvořily střídající se vrstvy kovu a celulózy, kde měli být lidé vystavováni silnému biomagnetickému poli orgonu a takto léčeni mimo jiné i pacienti trpící rakovinou. O výsledky těchto o experimentů projevil zájem i Albert Einstein, který se s ním opakovaně setkal. Úroveň záření v komoře dokázal měřit pomocí Geigerova–Müllerova počítače. Wilhelm Reich se proto začal zajímat o kvantovou fyziku a radioaktivní záření. V roce 1941 se však o něj začala zajímat FBI a několik dnů po vstupu USA do druhé světové války byl úřadem zatčen a uvězněn na ostrově Ellis Island.
Nebyl však z ničeho obžalován a po několika týdnech byl propuštěn. Posléze koupil pozemek ve státu Maine, kde pokračoval ve svém výzkumu. Tam na principu orgonu později sestrojil i přístroj, jímž údajně dokázal rozhánět mraky na obloze a přivolat déšť. Reich byl neustále sledován a jeho přístroje byly opakovaně předmětem zájmu amerických orgánů.
Po druhé světové válce navíc Americký úřad pro ochranu potravin (Food and Drug Administration - FDA) zahájil tažení proti jeho orgonovým přístrojům. Byl uvězněn v Lewisburgu  a po tříletém pobytu ve vězení zemřel několik dnů před podmíněným propuštěním na svobodu. FDA mezitím nechala spálit mnoho jeho vydaných a nepublikovaných teoretických materiálů nejen o orgonu, ale i předchozí protinacistická díla vydaná v Německu a Skandinávii.